# Come and See Me
Come and See Me è un singolo del cantante canadese PartyNextDoor, pubblicato il 23 marzo 2016 come primo estratto dal secondo album in studio PartyNextDoor 3. Prodotto da 40, presenta il rapper Drake come ospite.
Il singolo ha raggiunto la cinquantacinquesima posizione nella Billboard Hot 100, diventando la posizione più alta raggiunta dal cantante. Ha ricevuto una candidatura per miglior canzone R&B alla 59ª edizione dei Grammy Awards, ed è stato inserito nella colonna sonora del videogioco NBA 2K17.

## Video musicale
Il videoclip del brano è stato pubblicato il 23 giugno 2016 sul canale YouTube del cantante. Diretto da Adrian Martinez, omette la strofa di Drake, e presenta un cameo dei cantanti R&B Big Sean e Jhené Aiko. La protagonista del video, assieme a PartyNextDoor, è l'imprenditrice statunitense Kylie Jenner.

## Tracce
Testi di Jahron Brathwaite, Aubrey Graham e Noah Shebib, musiche di 40.
1. Come and See Me – 3:55

## Formazione
Musicisti
- PartyNextDoor – voce
- Drake – voce aggiuntiva

Produzione
- 40 – produzione, missaggio, registrazione, strumenti
- Chris Athens – mastering
- Dave Huffman – mastering

## Classifiche
| Classifica (2020)     | Posizione massima |
| --------------------- | ----------------- |
| Canada                | 73                |
| Francia               | 129               |
| Stati Uniti d'America | 55                |